# Batteuse hydraulique d'Audressein
La batteuse hydraulique d'Audressein est une construction agricole située à Audressein, dans le département de l'Ariège et dans la région Occitanie.

## Situation
Le monument se trouve dans l'arrondissement de Saint-Girons et dans la communauté de communes Couserans-Pyrénées.

## Description
Comprenant une batteuse entraînée par une roue à aubes, il s'agit d'un hangar privé dimensionné pour un usage communautaire, construit à la fin du XIXe siècle et intégré à une série d'installations rurales, dont un lavoir et un moulin. Ce système montre l'organisation semi-collective du travail agricole et la capacité d'invention indigène relativement courante du XIXe siècle. Les villageois l'ont utilisé jusqu'en 1939.
Le bâtiment en totalité, y compris l'ensemble du mécanisme hydraulique et la machine de battage elle-même sont inscrits au titre des monuments historiques par arrêté du 17 mars 2003.

## Valorisation du patrimoine
Le local où se trouve la batteuse reçoit de temps à autre des expositions, des animations diverses. La restauration des lieux semi-ruinés a été réalisée sur plusieurs années notamment avec l'appui du prix de la Fondation de l'eau à Paris, du prix "Initiative Région" de la Banque Populaire et du prix Trésor occitan.